# Idrija
Idrija là một khu tự quản (tiếng Slovenia: občine, số ít – občina) trong vùng Goriška của Slovenia. Idrija có diện tích 293.7 km2, dân số là theo điều tra ngày 31 tháng 3 năm 2002 là 11990 người. Thủ phủ khu tự quản Idrija đóng tại Idrija.